# Lista över avsnitt av Svensson, Svensson
Detta är en avsnittsguide till Svensson, Svensson.

## Säsong 1
| Nr | Titel                        | Originalvisning  | Kod |
| --- | ---------------------------- | ---------------- | --- |
| 01 | "Familjen framför allt"      | 7 oktober 1994   | 101 |
| Lena blir kontorschef på det lokala bankkontoret, och tjänar 21 000 kr i månaden. Gustav, som bara tjänar 11 900 kr i månaden, försöker hävda att han inte är avundsjuk. |                              |                  |     |
| 02 | "Rör inte min Volvo!"        | 14 oktober 1994  | 102 |
| Alla i familjen Svensson utom Gustav, vill byta ut familjens gamla och mindre fungerande bil, en högerstyrd Volvo 242 tillika postbil. Gustav fortsätter envisas om bilens fördelar, när familjen fått provåka Saras nya Nissan. Gästroller: Per Eggers - bilförsäljaren                                                                  |                              |                  |     |
| 03 | "En tupp vid namn Rolf"      | 21 oktober 1994  | 103 |
| Sara misslyckas med att träffa en man att bilda familj med, och är väldigt ledsen. Då får hon oväntad hjälp av Gustav, som rekommenderar en kollega på posten, med ett förflutet som tuppmaskot för barn. |                              |                  |     |
| 04 | "Mutor och magdans"          | 28 oktober 1994  | 104 |
| Dagen efter att Lena haft 40-årsfest, drabbas hon av en ålderskris. Gustav försöker pigga upp henne genom att muta ungarna att vara snälla. |                              |                  |     |
| 05 | "London tur och retur"       | 4 november 1994  | 105 |
| Lena ska bli intervjuad i lokaltidningen och får lite lätt storhetsvansinne och börjar drömma om utlandsjobb i London. När artikeln väl dyker upp visar det sig dock att hon blivit felciterad. Gästroller: Mårten Ekman - budkillen, Gunnel Fred - Josefin, Sissela Kyle - Margareta, Lennart R. Svensson - Rune, Joakim Strömholm - Peo |                              |                  |     |
| 06 | "Ett slagskott för kärleken" | 11 november 1994 | 106 |
| Gustav försöker göra Max till ett ishockeyproffs, och få honom först att platsa i ett ishockeylag att spela i. Max har dock inte tillräckligt med motivation. Dessutom har Lina träffat en kille, Peter, som hon är för nervös för att prata med.                                                                                         |                              |                  |     |
| 07 | "Ju mer vi är tillsammans"   | 18 november 1994 | 107 |
| Lenas föräldrar kommer på besök och ställer till det för familjen Svensson. Gästroller: Stig Ossian Ericson - Einar, Fillie Lyckow - Dagmar, |                              |                  |     |
| 08 | "En bok för mycket"          | 25 november 1994 | 108 |
| Max skolklass har fått äran att tävla i Vi i femman, på TV. Gustav gör allt för att peppa Max inför tävlingen, men efter att ha gett honom en bok om döden, har Max ingen lust att ställa upp där. |                              |                  |     |
| 09 | "Farlig förbindelse"         | 2 december 1994  | 109 |
| Gustav blir fadder på jobbet åt den unga söta Elinor, något som gör Lena väldigt svartsjuk. Gästroller: Sanna Ekman - Ellinor, Mikael Persbrandt - Jesper. |                              |                  |     |
| 10 | "Game, set och match"        | 9 december 1994  | 110 |
| Sverige har gått till Davis Cup-final i Tennis vilket Gustav absolut inte vill missa, trots att det är arbetsdag. Gästroller: Pierre Fränckel - Pettersson. |                              |                  |     |
| 11 | "Herodes"                    | 16 december 1994 | 111 |
| Lina söker rollen som jungfru Maria i skolpjäsen. Gustav vill även han visa upp sina skådespelartalanger och får rollen som Herodes och tar detta på största allvar. Gästroller: Mats Helin - polis, Inga Sarri - skolkuratorn. |                              |                  |     |
| 12 | "God jul"                    | 23 december 1994 | 112 |
| Familjen Svensson firar jul - precis som vanligt enligt Gustavs alla tidigare traditionsickeförändringar. Gästroller: Gösta Krantz - farbror Hans. |                              |                  |     |

## Säsong 2
| HNr | Titel                                   | Originalvisning   | Kod |
| --- | --------------------------------------- | ----------------- | --- |
| 01 | "Farväl till Vivalla"                   | 8 september 1996  | 201 |
| Sara tänker sälja sitt hus och flytta till sin pojkvän i Stockholm, men velar om beslutet. De nya grannarna Göran och Annika Forslund introduceras i serien.                |                                         |                   |     |
| 02 | "Hotet från andra sidan"                | 15 september 1996 | 202 |
| Göran och Annika flyttar in och Gustav blir misstänksam tills Göran hjälper honom att bygga bastu.                                                                          |                                         |                   |     |
| 03 | "En helg i paradiset"                   | 22 september 1996 | 203 |
| Göran och Annikas bröllopsdag närmar sig och Gustav tipsar Göran om ett jättemysigt pensionat, problemet är bara att Lena velat åka dit i över 10 års tid.                  |                                         |                   |     |
| 04 | "Här är ditt liv"                       | 29 september 1996 | 204 |
| Gustav firar att det har gått 25 år sedan den stora dagen! Dagen då pojklaget spelade final i fotbollscupen. Och till det stora jubileet kommer Gustavs gamla bästis Jalle. |                                         |                   |     |
| 05 | "Mycket väsen för ingenting"            | 6 oktober 1996    | 205 |
| Lena får sparken från banken och familjen tvingas tänka ut vad de ska göra för att få det att gå ihop ekonomiskt.                                                           |                                         |                   |     |
| 06 | "Mamma, pappa, barn"                    | 13 oktober 1996   | 106 |
| Lena åker på konferens över helgen men familjen misströstar inte då Sara kommer på besök ända från Stockholm.                                                               |                                         |                   |     |
| 07 | "Fem dagar som skakade världen"         | 20 oktober 1996   | 207 |
| Gustav Svensson blir tillfällig chef på postkontoret under tiden ordinarie chefen är på semester.                                                                           |                                         |                   |     |
| 08 | "När gav du din fru en vävstol senast?" | 27 oktober 1996   | 208 |
| När Göran och Annika bråkar blir familjen Svensson medlare i konflikten. |                                         |                   |     |
| 09 | "Föräldrarna på Frostmofjället"         | 3 november 1996   | 209 |
| Lena och Gustav tycker barnen växer upp för fort och vill åka på en resa till fjällen hela familjen. Men barnen vill bli kvar i Vivalla.                                    |                                         |                   |     |
| 10 | "Den döende brevbäraren"                | 10 november 1996  | 210 |
| Lina skäms över Gustav och drar en lögn om honom för hennes pojkväns föräldrar. Gustav oroar sig för Linas första natt med sin pojkvän.                                     |                                         |                   |     |
| 11 | "Det hemliga vapnet"                    | 17 november 1996  | 211 |
| 12 | "Lång dags färd mot natt"               | 24 november 1996  | 212 |

## Säsong 3
| Nr | Titel                                   | Originalvisning   | Kod |
| --- | --------------------------------------- | ----------------- | --- |
| 01 | "Åren går men familjen Svensson består" | 15 september 2007 | 301 |
| Elva år har gått men familjen Svensson består. Posten har lagts ned i Vivalla och Gustav har blivit arbetslös. Lena har slutat på banken och blivit kommunpolitiker för Folkpartiet, till Gustavs förtret. Däremot har Max och Lina valt att bo kvar i Örebro, även om Lina blivit ihop med dirigenten John. John har även dottern Greta med sig till Vivalla. Då Lina och John letar efter ett hus vill Lena sälja sitt och Gustavs hus till dem, och flytta in till Örebro, men Gustav har helt andra planer. |                                         |                   |     |
| 02 | "Sport eller konst i Vivalla?"          | 22 september 2007 | 302 |
| Lena står inför valet att kommunen ska bygga en sport- eller konsthall i Vivalla. När Lena väljer konsthall börjar Gustav och Pettersson att demonstrera. Samtidigt måste Gustav göra en svår uppgift: tycka om John. |                                         |                   |     |
| 03 | "Gustav på veterinärkliniken"           | 29 september 2007 | 303 |
| Gustav följer med Lina till hennes arbetsplats på veterinärkliniken, och tar olovligen med sig en katt hem. Max introducerar sin flickvän Ebba för resten av familjen, ett möte alla i familjen Svensson sent kommer att glömma. |                                         |                   |     |
| 04 | "Brevbärare utan gränser"               | 6 oktober 2007    | 304 |
| Gustav startar en internationell brevbärarkampanj och hjälper Max att flytta till sin lägenhet. Problemet är bara att samarbetspartnern vägrar dyka upp till möten med viktiga kunder. |                                         |                   |     |
| 05 | "Fotbollslegenden"                      | 20 oktober 2007   | 305 |
| Fotbollslegenden Morgan Parmell kommer till Vivalla för att inviga konsthallen. Gustav ser till att han får bo i deras hus, vilket gör Lena arg. John fyller år och blir ordentligt firad. Gästroller: Johan Hedenberg - Morgan Parmell. |                                         |                   |     |
| 06 | "Johns föräldrar"                       | 27 oktober 2007   | 306 |
| Johns föräldrar kommer till Vivalla när deras son ska dirigera en konsert. De får träffa Gustav och Lena för första gången. Samma kväll som konserten hålls är det bandy i den nya sporthallen. Lena lämpar över allt ansvar på Gustav som nu tvingas välja: konsert eller bandy. |                                         |                   |     |
| 07 | "Lenas regering"                        | 3 november 2007   | 307 |
| Lena byter ut folk i sin kommunregering, varpå den nye kulturansvarige ger John sparken. Gustav ser till att ta upp sin nedlagda teaterkarriär. |                                         |                   |     |
| 08 | "Vivalla fyller 100 år"                 | 10 november 2007  | 308 |
| När Vivalla firar hundraårsjubileum vill Gustav hjälpa Greta att vinna en viktig match i kulspel. Lena försöker komma på vem som ska avbildas i Vivallas nya staty. |                                         |                   |     |
| 09 | "Överraskningar"                        | 17 november 2007  | 309 |
| När Gustav och Lena har 80 000 kronor över vill bägge parter spendera pengar på helt olika saker. Lena vill köpa ett hus i Spanien, medan Gustav vill vara kvar i Sverige. När pengarna sedan måste användas till annat tvingas Gustav utnyttja alla kontakter han har för att inte råka i trubbel med sin fru. |                                         |                   |     |
| 10 | "Den italienske borgmästaren"           | 1 december 2007   | 210 |
| I ett vänortsarbete mellan Vivalla och en italiensk stad kommer dess borgmästare på besök till Vivalla, vilket Gustav inte uppskattar. Gästroll: Roberto Gonzalez |                                         |                   |     |
| 11 | "Davis Cups konsulten"                  | 8 december 2007   | 311 |
| Linas djurrättsorganisation tar hjälp av en fd. tennisspelare som invigningstalare till en demonstration. Gustav ser sin chans att ändra på saker och ting i familjen Svenssons liv. |                                         |                   |     |
| 12 | "Politik och hockey"                    | 15 december 2007  | 312 |
| John och Gustav har intresseveckor. John tvingas titta på hockey och Gustav tvingas på en av Johns konserter. Samtidigt får Lena konkurrens om ordförandeposten. |                                         |                   |     |
| 13 | "Gustav 55 år"                          | 22 december 2007  | 313 |
| Gustav fyller 55 år och både får och ger överraskningar för familjen, men också för det svenska postverket. |                                         |                   |     |

## Säsong 4
| Nr | Titel                                    | Originalvisning   | Kod |
| --- | ---------------------------------------- | ----------------- | --- |
| 01 | "Den inre resan"                         | 13 september 2008 | 401 |
| 02 | "De omutbara"                            | 20 september 2008 | 402 |
| 03 | "Vi ses igen barn"                       | 27 september 2008 | 403 |
| 04 | "Örebroupproret"                         | 4 oktober 2008    | 404 |
| 05 | "Hantverkaren ringer alltid två gånger"  | 18 oktober 2008   | 405 |
| 06 | "Brännpunkt Vivalla"                     | 25 oktober 2008   | 406 |
| 07 | "Historien om ett brott"                 | 1 november 2008   | 407 |
| 08 | "Brevbärare Svensson - nästa generation" | 8 november 2008   | 408 |
| 09 | "Ebba och Lena på nya äventyr"           | 15 november 2008  | 409 |
| Ebba börjar jobba med Lena på kommunen, och gör ett väldigt bra jobb men det är inte alla som uppskattar hennes stora komitens. Även Gustav får konkurrens som brevbärare av Max.             |                                          |                   |     |
| 10 | "Scooby Doo on ice"                      | 22 november 2008  | 410 |
| Lena lägger fram förslaget om att kommunen ska sälja den grusplätt där Gustav spelade fotboll som ung.Gustav bestämmer sig för att protestera mot detta och Lena får tufft motstånd på jobbet |                                          |                   |     |
| 11 | "Älskar älskar inte"                     | 6 december 2008   | 411 |
| 12 | "Den amerikanske vännen"                 | 13 december 2008  | 412 |
| Gustav blir nervös när Lenas före detta pojkvän ringer och vill komma på besök, denne verkar dock ha ganska mycket gemensamt med Gustav och de blir snabbt goda vänner.                       |                                          |                   |     |
| 13 | "Här är ditt liv"                        | 20 december 2008  | 413 |